# Själen är större än världen
Själen är större än världen är en dokumentärfilm av Stefan Jarl där vi får följa Sveriges bästa diskuskastare genom tiderna Rickard "Ricky" Bruch under träning och förberedelser inför Olympiska sommarspelen i Los Angeles 1984.

## Om filmen
En pånyttfödd Ricky har återvänt till friidrotten efter flera års frånvaro och satsar nu fullt ut för att få chansen att vinna en olympisk medalj. Ricky som gjort sig känd genom att vara bäst i världen på träning och uppvärmning har dock en minst sagt frostig relation till svenska IOK och de svenska friidrottsledarna. När han sedan inte blir uttagen trots uppnådd kvalgräns bestämmer han sig för att bevisa för sig själv och andra att beslutet var fel. Den stenhårda träningen resulterar i den bästa kastperioden i hans liv med bland annat toppnoteringen och världsårsbästa 71,26 meter.